# ダニエラ・ディトーロ

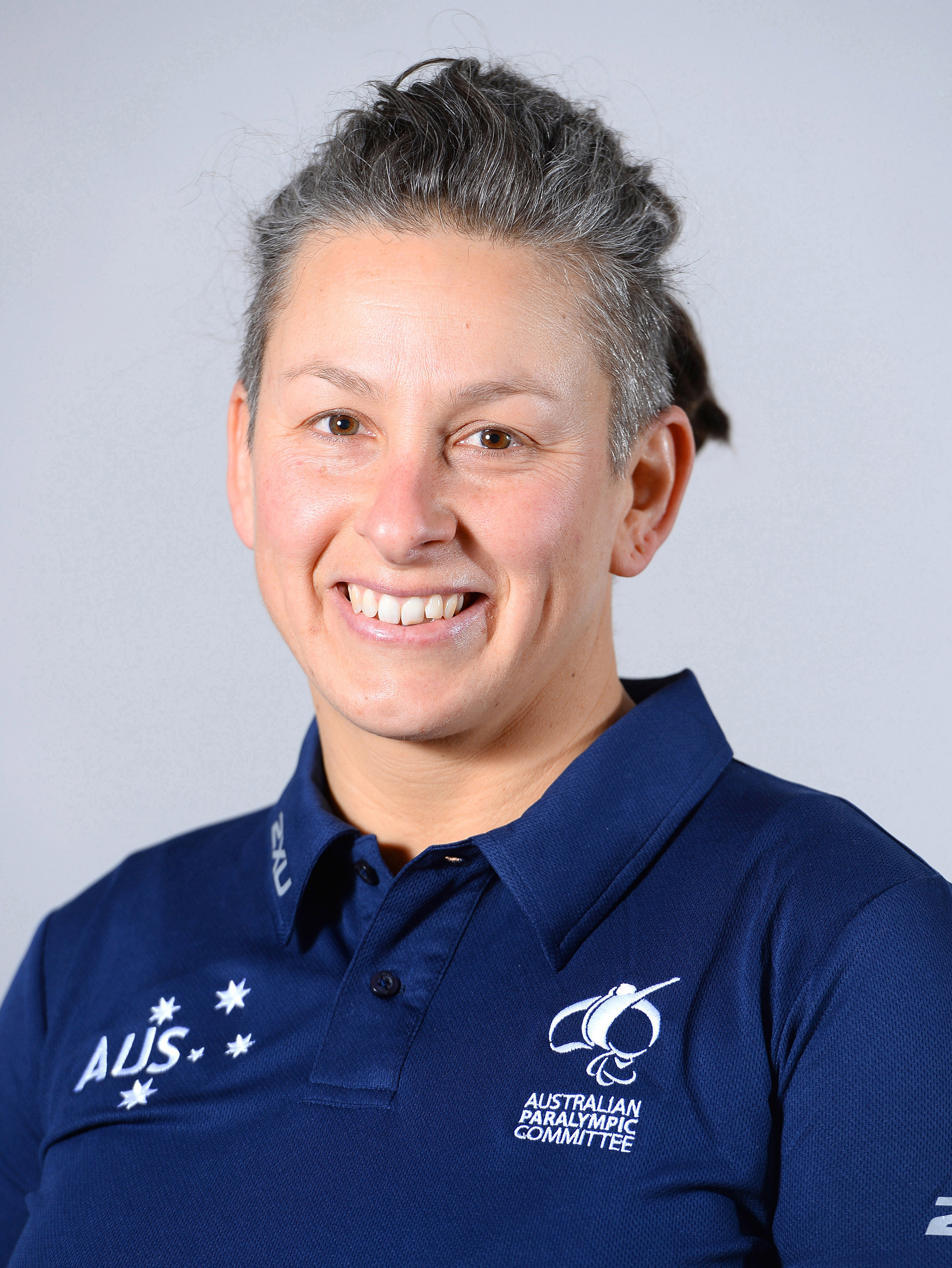
ダニエラ・ディトーロ

ダニエラ・ディトーロ（Daniela Di Toro, 1974年10月16日 - ）はオーストラリア、メルボルン出身の車いすテニス選手。

## 人物
1988年、メルボルン郊外の町ダンデノンで開催された、スイミングカーニバル会場での壁崩落事故に巻き込まれ、下半身不随となる。9歳からテニスをやっていたディトーロは、事故後にリハビリテーションを受けていた病院でスタッフとして働いていた車いすバスケットボール選手のサンディ・ブライスと出会い、その影響を受けてテニスを続けることを決意、14歳で車いすテニスを始めた。
1996年、パラリンピックに初出場したアトランタ大会ではシングルス・ダブルスともに3位決定戦で敗れ4位となる。1997年5月にはダブルスで、1998年7月にはシングルスでそれぞれ世界ランキング1位となった。1998年と1999年に2年連続でITF車いすテニスワールドチャンピオンとなったほか、1999年、オーストラリアにおけるパラリンピアン・オブ・ザ・イヤーを受賞した。2000年、地元開催のシドニー大会ではダブルスで銀メダルを、2004年のアテネ大会ではシングルスで銅メダルを獲得した。2004年、ITFのプレーヤー・オブ・ザ・イヤーに選ばれた。
2005年、東洋医学の勉強のために競技を一旦は引退するも、2007年の全豪オープンより復帰、2008年の北京パラリンピックにも出場した。

## 主要大会獲得タイトル

### 女子シングルス

#### グランドスラム
- 全豪オープン
  - 1991, 1992, 1993, 1994, 1996, 1997, 1998, 1999, 2000, 2001

#### スーパーシリーズ
- ジャパンオープン
  - 1998, 1999, 2000, 2001, 2002
- 全英オープン
  - 1998, 1999
- 全米オープン
  - 1997, 1999

### 女子ダブルス

#### グランドスラム
- 全豪オープン
  - 1998, 2001, 2002